# 笑福亭吉右衛門
笑福亭 吉右衛門（しょうふくてい きちえもん、弘化・嘉永頃 - 1919年頃）は、落語家（上方噺家）。本名、享年とも不詳。

## 経歴
初め新内節の太夫で、岡本喜佐八を名乗る。岡本ではなく亭号を鶴賀、林家とする資料もある。後、落語界に移り色物をやっていたがいつの間にか落語に転じる、初代桂文團治の門下で初代桂歌團治を名乗る。
師匠・初代文團治の死去の際、歌團治はその死水まで取ったのだが、師匠は既に初代桂米團治（後の7代目桂文治）に名跡を譲ることを決定していた。収まりの付かない歌團治は、後追いで2代目文團治を自称し、本来の2代目文團治（米團治の文團治）の席の向かい側に同じく席を掛けたため、1892年、襲名を争い裁判となる。結局、歌團治の文團治は敗訴。その後、3代目笑福亭松鶴の門下に移り、笑福亭の由緒名である5代目笑福亭吾竹を襲名。
1912年、初代桂枝雀、4代目笑福亭松鶴らと共に寿々女会の設立に参加。三友派の二世曽呂利新左衛門や、桂派の桂文左衛門らの向こうを張って、笑福亭吉右衛門を名乗る。ただし「吉右衛門」の名の由来については不明（歌舞伎には中村吉右衛門という名跡が存在するが両者の関係は不明。）。晩年の1915年頃には再び吾竹に名を戻したとも言う。
前歴や前名の「歌團治」からも分かる通り、音曲噺や新内節を得意としていたが、素噺にも真打の風格があったと言う。但し素人受けせず、あまり人気は上がらなかった。

## 弟子
- 笑福亭吾市
- 笑福亭吾遊
- 芦乃家雁玉 - 漫才